# Carlo Pierangeli
Carlo Pierangeli, pseudonimo di Carlo Caniggia (Casale Monferrato, 27 aprile 1928 – Torino, 20 giugno 2008), è stato un cantante e attore italiano.

## Biografia
Proveniente da una famiglia di contadini, nel dopoguerra si trasferisce a Torino ed inizia ad esibirsi come cantante nei locali.
Nel 1951 partecipa alla trasmissione radiofonica Il microfono è vostro, concorso per dilettanti che vince: il premio è un corso di perfezionamento musicale a cura della RAI, a cui segue il contratto discografico e l'incisione dei primi dischi per la Cetra.
Entra poi a far parte prima dell'orchestra del maestro Gaetano Gimelli, e poi di quella di Francesco Ferrari che, nel 1952, decide di dar vita al Quintetto Nord, chiedendo a Pierangeli di farne parte: con il gruppo vocale il cantante accompagna Nella Colombo, Nuccia Bongiovanni e Clara Jaione, in canzoni come Era un omino piccino piccino, Il primo viaggio, Zucchero e pepe, I tre timidi, Canto nella valle.
Quando il gruppo si scioglie Pierangeli continua ad incidere da solista, sempre per la Cetra fino al 1957, anno in cui passa alla Columbia: tra i suoi successi ricordiamo La campanella, Straniero tra gli angeli, Figlia del vento, Filosofo ciclista, Va canzone d'amore e Tre violette, incisa insieme a Marisa Colomber.
Nel 1959 partecipa al programma Il traguardo degli assi, in squadra insieme ad Emilio Pericoli e Tonina Torrielli, vincendolo.
Nel decennio successivo si accosta al folk, incidendo spesso in lingua piemontese e recuperando canzoni del passato come Ciao Turin, Piemontesina, La monferrina "Pocionin " etc... (ma anche materiale nuovo nello stesso stile, come O mia Mole Antoneliana, successo del 1961), collaborando anche con Milly; nel 1977 nell'album Goliardia anni '20 recupererà molte canzoni umoristiche del passato.
Inizia anche l'attività di cantante-attore in operette e commedie musicali con Cesare Gallino, direttore d'orchestra specializzato nel campo dell'operetta. Con lui partecipa a molti spettacoli formando un quartetto e incidendo diversi dischi e CD. Prosegue nell'operetta per parecchi anni, fino alla scomparsa del Gallino. Nel quartetto si alternarono il soprano Lucia Barbero, Teresa Pavese, il tenore Armando Sorbara (deceduto poco tempo prima di Pierangeli).
In uno spettacolo all'Auditorium della Rai di Torino festeggia i 90 anni di Gallino insieme a Lidia Martorana, il Duo Fasano, Gianni Ferraresi, Tonina Torrielli, Michele Montanari, presentati da Nives Zegna.
Dopo la morte del Gallino, il quartetto si scioglie e Pierangeli prosegue per anni ancora in spettacoli e locali da ballo.
Nel marzo del 2007 si ammala e la patologia lo condurrà alla morte nel giugno 2008.

## Discografia

### Album
- 1962: 16 canson piemontèise (con Arnolfo Valli, Marta Tomelli, Franca Frati, Sergio Gariglio, Coro Alpino Val Sangone Fonit Cetra LPP 8)
- 1974: Tu che mi hai preso il cuor (Fonit Cetra LPP 251)
- 1977: Goliardia anni '30 (Ariston Records, AR/LP 12307; con Milly)

### EP
- 1957: Ciao Turin n° 1 (Columbia, SEMQ 40)
- 1957: Ciao Turin n° 2 (Columbia, SEMQ 41)
- 1958: Carlo Pierangeli, Gianni Armand e il suo complesso (Columbia, SEMQ 68; con il Trio Aurora)
- 1962: La villanella/Vinassa/Viva Torino/Turin (t'ses la mai vita) (Fonit Cetra, EPE 3166; con Franca Frati e Marta Tomelli)

### Singoli
- 1959: Piemontesina/Quand ch'i j'ero a Pampalù (Columbia, SCMQ 1201; sul lato B i Radio Boys con Carlo Savina)
- 1961: Congedandi/Coscritti (Excelsius, EXS 0258)
- 1962: Quando vedo te vedo il sole/T'amo tanto tanto (Fonit Cetra, SP 1146)
- 1964: Barbera d'Asti/Gent 'n gamba (Fonit Cetra, SPD 468; con Franca Frati)
- 1973: Canzone a Gioanduia/Cansson a Giandoja (Sound, DS 1009)
- 1978: Ciao Turin/Valentino Valentino (Kansas, CS 3058)
- 1979: Sotto i ponti del Po/Torino di notte (Kansas, CS 3059)

### Compilation
- 1984: Tutti insieme con amore (Prince LP 216; Pierangeli è presente con Solo a lei)